# Sant Miquel de Casserres
Sant Miquel de Casserres és una ermita en estat ruïnós que està situada al nucli de Casserres del Castell, municipi d'Estopanyà, comarca de la Ribagorça.

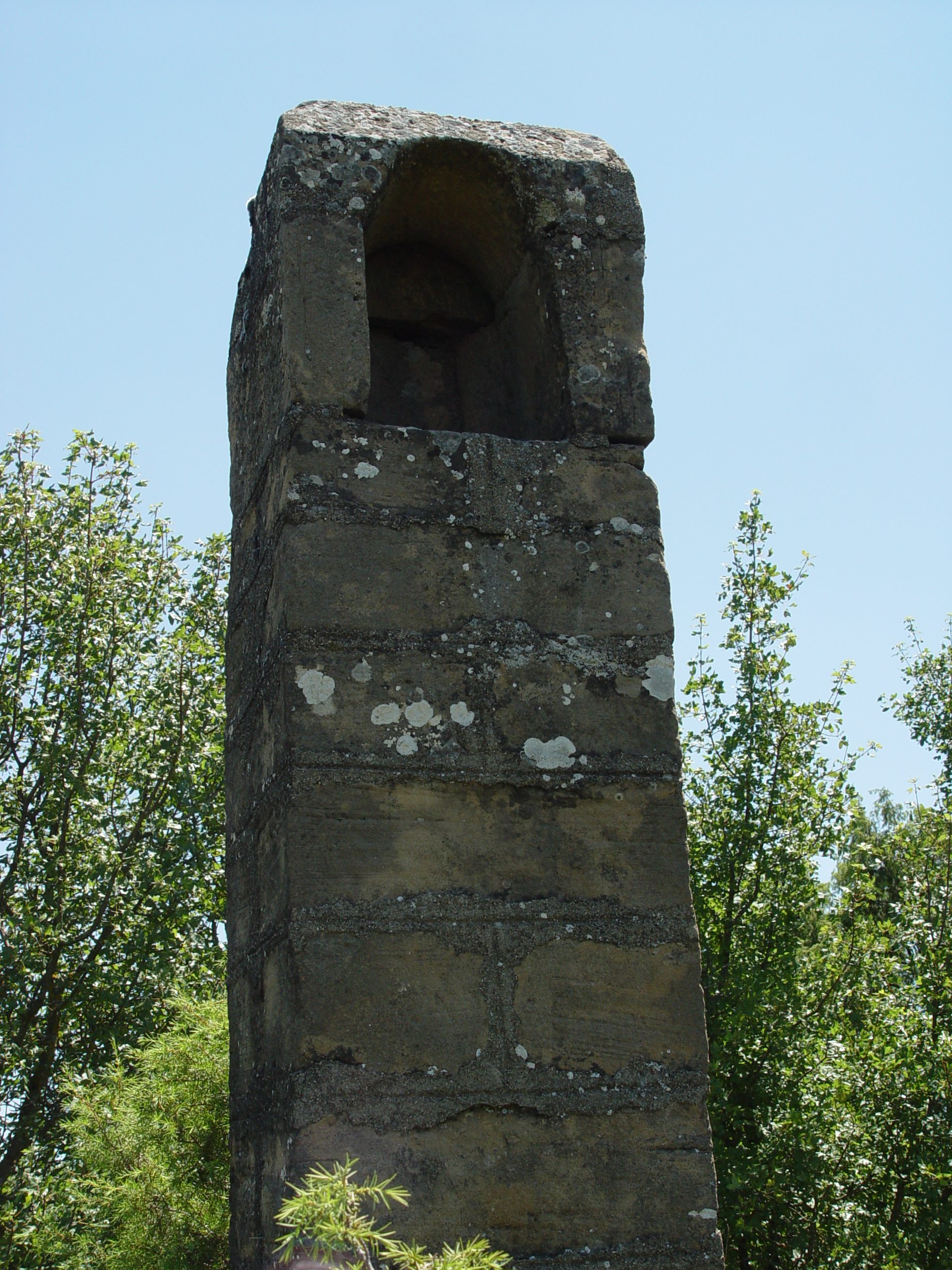
Detall